# Rezerwat przyrody Słoneczne Wzgórza
Rezerwat przyrody Słoneczne Wzgórza – leśno-stepowy rezerwat przyrody położony na terenie gminy Chojna w powiecie gryfińskim (województwo zachodniopomorskie).

## Powołanie
Obszar chroniony utworzony został 13 listopada 2012 r. na podstawie Zarządzenia Nr 12/2012 Regionalnego Dyrektora Ochrony Środowiska w Szczecinie z dnia 8 sierpnia 2012 r. w sprawie uznania za rezerwat przyrody „Słoneczne Wzgórza” (Dz. Urz. Woj. Zach. z 2012 r. poz. 2249). Wartości przyrodnicze tego miejsca dostrzegli już Niemcy na początku XX wieku, a starania o powołanie rezerwatu rozpoczęto już w latach 60. XX wieku, choć zintensyfikowały się one dopiero w XXI wieku z inicjatywy Klubu Przyrodników.

## Położenie
Rezerwat ma 49,81 ha powierzchni (akt powołujący podawał 49,45 ha, a w 2014 nastąpiło powiększenie do obecnego rozmiaru). Pod ochroną ścisłą znajduje się 19,6385 ha, a pod ochroną czynną – 29,5516 ha. Obejmuje wydzielenia leśne w nadleśnictwie Chojna: 42a, b (część), c, d, f, g, ~a (część), 41c, d (część), g, h, j, k, m, p, ~a, 61c (część), 61b (część), 41d (część), 41a, b, co odpowiada obrębom ewidencyjnym Raduń (działki ewidencyjne nr 42, 41/2, 61, 40) i Zatoń Dolna (dz. ew. nr 3/5).
Rezerwat leży na terenach chronionym programem Natura 2000: obszarze specjalnej ochrony ptaków „Dolina Dolnej Odry” PLB320003 i obszarze mającym znaczenie dla Wspólnoty „Dolna Odra” PLH320037, a także w granicach Cedyńskiego Parku Krajobrazowego. Sięga aż do brzegu Odry i tym samym granicy państwa. Geograficznie znajduje się na styku Pojezierza Myśliborskiego (dokładnie Wzgórz Krzymowskich) i Doliny Dolnej Odry. Najbliższymi miejscowościami są Zatoń Dolna (ok. 1,2 km na północny wschód) i Raduń (ok. 0,3 km na południowy zachód), zaś w kierunku południowo-wschodnim znajdują się rezerwaty przyrody Olszyny Ostrowskie (6 km) i Dąbrowa Krzymowska (4,5 km).

## Charakterystyka
Celem ochrony rezerwatowej jest „zachowanie mozaiki płatów muraw kserotermicznych, zarośli kserotermicznych i bogatych lasów liściastych wraz z ich cenną florą i fauną oraz walorów krajobrazowych wzgórz morenowych i przyległego zbocza doliny Odry między miejscowościami Raduń i Zatoń Dolna”. Występuje tu również bogata fauna, w tym bezkręgowce (m.in. jelonek rogacz i pachnica dębowa) oraz ptaki (bielik, kania ruda, puchacz). Przez teren rezerwatu przebiegają szlaki turystyczne.
Wśród ustalonych w 2014 i 2016 zadań ochronnych rezerwatu znajdują się m.in. ekstensywny wypas muraw, zwalczanie gatunków ekspansywnych (w tym robinii akacjowej), koszenie części powierzchni, przebudowa drzewostanu, oznakowanie granic.